# Piano Tavola
Piano Tavola is een plaats (frazione) in de Italiaanse gemeente Belpasso.